# Шах
Шах (од перс. شاه [] — „краљ“) спортска је игра на плочи (табли) за два играча.

## Историја шаха
Не постоје поуздани подаци о његовом постанку. Највероватније је да се појавио пре више од 2.000 година. Приликом археолошких ископавања у Узбекистану нађене су две фигурице од слоноваче које припадају периоду владавине цара Хувишке (II век). Стручњаци сматрају да су то шаховске фигурице. У V веку настала је у Индији посебна врста војне игре на дрвеној плочи — „чатуранга“, што значи четверодеони. Чатуранга је као далеки предак данашњег шаха била игра која је одражавала састав и поредак тадашње индијске војске, коју су сачињавала 4 рода: пешадија, коњица, слонови и борна кола, а у средини су се налазили раџа (краљ) и његов саветник мантрин (данашња краљица или дама). Кретање фигура одређивало се бацањем коцке.
Игру су у VI веку прихватили Персијанци (чатранг), а од њих у VII веку Арапи су освајањем Ирана преузели и током наредна два века била је веома популарна у арапским земљама. Одржавани су мечеви између најбољих играча, проучена су могућа отварања (табије) и састављени су први проблеми отварања (мансубе). Халиф Харун ал Рашид је послао крајем VIII века француском владару Карлу Великом на поклон шах од слонове кости.
У IX веку Арапи су је под именом „шатранџ“ пренели у Шпанију, Шатранџ представља виши облик чатуранге. Исход борбе више не одређује случај (бацање коцкице), већ логика и сналажљивост играча. Игра постиже велику популарност и шири се по европским земљама све до Исланда. Француски краљ Луј IX је 1254. године издао специјални едикт који је забрањивао играње шаха. У Европи је шах усавршен увођењем рокаде и повећањем дејства краљице и ловца (код Арапа је краљица могла ићи само по једно поље укосо, а ловац је могао да скаче укосо на свако треће поље: пошто је тешко било извести мат, постојала су два начина да се победи - усамљивањем противничког краља и патом, који се рачунао као победа за патирану страну). Са реформом су укинута ова два начина победе.
Усавршавањем од древне чатуранге игра је попримала данашњи облик. Настала је у XV веку када се 1497. године појавило прво штампано дело о шаху које је написао шпански шахист Лусена. Његово дело су наставили у XVI и XVII веку Шпанац Руи Лопез и Италијани Polerio и Греко, све док у XVIII веку француски шаховски мајстор Филидор делом Анализа шаховске игре (фр. Analyse des Échecs) није поставио темеље савременој шаховској теорији.

## Правила игре
Шах се игра на квадратној плочи (табли) која се назива шаховска табла (плоча). Табла је подељена на 8 колона и 8 редова поља, дакле садржи 64 поља која су наизменично црне и беле боје.
Поља могу бити нацртана (штампана) или на посебном столу који се назива шаховски сто и служи првенствено за играње шаха.
Сваки играч почиње игру са 16 фигура. Фигуре су: краљ, краљица (или дама), топ (или кула) — 2 комада, скакач (или коњ) — 2 комада, ловац (или лауфер) (2 комада), пешак (или пион) — 8 комада. Један играч игра белим, а други црним фигурама, наизменично померајући своје фигуре, при чему бели има предност првог потеза.
Циљ игре је довести противника у шах-мат (шах-мат значи мртав краљ) ситуацију.
Шах-мат је ситуација када је краљ нападнут и не постоји начин да се заштити од напада или да се помери на ненападнуто поље. У случају шах-мата (краће мат), партија се завршава, а победник је играч који је матирао супарника. Осим мата, кад је победник познат, партија може да резултује и ремијем или пат позицијом - тада је резултат нерешен.
Пат је ситуација када је један од играча на потезу, али не може да помери ни једну своју фигуру.
Реми је ситуација када ниједан играч не може дати мат другом играчу, углавном услед недостатка фигура или када оба играча процене да не могу надиграти свог противника, тада договорно закључују реми, и то се записује ½:½, тј. поен се дели.
Некада је постојало правило да се у случају пата или ремија рачуна да су оба играча изгубила, или се играло све док неко не би победио, међутим пошто је то могло драстично да се одужи, да би убрзали одигравање турнира, FIDE (фр. Fédération Internationale des Échecs - Међународна шаховска федерација) је донела данашње правило о подели поена.

## Шаховска нотација
Овај чланак користи алгебарску шаховску нотацију како би се описали шаховски потези.
Праћење потеза које је обавезно приликом свих такмичења.
Постоје неколико врста нотација: алгебарска, описна (примјењује се код англосаксонских земаља), Форсајтова, Удеманов кодекс итд.
У алгебарској нотацији, која се највише користи, прво се бележи знак фигуре и поље са којег се полази (краљ — К, дама — Д, топ — Т, ловац — Л, скакач — С, док се пешак не обележава почетним знаком фигуре); а потом се дода цртица и линија (од а до х) и ред (од 1 до 8) поља на које фигура ступа.
Ако потез садржи узимање противничке фигуре, онда уместо цртице стављају се две тачке.
Ако се потезом даје „шах“, онда се ставља на крају знак +.
Мала рокада се означава овако: 0-0.
Велика рокада се означава овако: 0-0-0.
Кад се покреће пешак, напред се не ставља његов знак.
Као чест пример употребе нотације узима се кратка партија с темом Легаловог мата:
1. е2-е4 е7-е5 2. Лф1-ц4 д7-д6 3. Сг1-ф3 х7-х6 4. Сб1-ц3 Лц8-г4? (знаком питања се означава слаб потез, а узвичником одличан) 5. Сф3:е5! Лг4:д1? 6. Лц4:ф7+ Ке8-е7 7. Сц3-д5 мат.
Постоји и кратка алгебарска нотација, која је далеко чешће у употреби у турнирској пракси од дуге алгебарске нотације. По њој би се наведена партија записала овако:
1. е4 е5 2. Лц4 д6 3. Сф3 х6 4. Сц3 Лг4? 5. С:е5! Л:д1? 6. Л:ф7+ Ке7 7. Сд5# (мат се означава тарабицом).
Потези који означавају узимање у краткој нотацији означавају се двотачком (:), међутим, то није неопходно пошто се подразумева.
Ако две фигуре могу одиграти на исто поље, у краткој нотацији потез се означава овако:
1. Ако су обе фигуре на истом реду:
  - почетним словом фигуре
  - линијом на којој се налази
  - пољем на које се поставља.
2. Ако су обе фигуре на истој линији:
  - почетним словом фигуре
  - бројем реда на којем се фигура налази
  - пољем на које долази.
3. Ако су фигуре на различитим редовима и линијама, користи се метода 1.

|   | a                                              | b                                              | c                                              | d                                              | e                                              | f                                              | g                                              | h                                              |   |
| 8 | a1 white rook · b1 black cross · h1 white rook | a1 white rook · b1 black cross · h1 white rook | a1 white rook · b1 black cross · h1 white rook | a1 white rook · b1 black cross · h1 white rook | a1 white rook · b1 black cross · h1 white rook | a1 white rook · b1 black cross · h1 white rook | a1 white rook · b1 black cross · h1 white rook | a1 white rook · b1 black cross · h1 white rook | 8 |
| 7 | a1 white rook · b1 black cross · h1 white rook | a1 white rook · b1 black cross · h1 white rook | a1 white rook · b1 black cross · h1 white rook | a1 white rook · b1 black cross · h1 white rook | a1 white rook · b1 black cross · h1 white rook | a1 white rook · b1 black cross · h1 white rook | a1 white rook · b1 black cross · h1 white rook | a1 white rook · b1 black cross · h1 white rook | 7 |
| 6 | a1 white rook · b1 black cross · h1 white rook | a1 white rook · b1 black cross · h1 white rook | a1 white rook · b1 black cross · h1 white rook | a1 white rook · b1 black cross · h1 white rook | a1 white rook · b1 black cross · h1 white rook | a1 white rook · b1 black cross · h1 white rook | a1 white rook · b1 black cross · h1 white rook | a1 white rook · b1 black cross · h1 white rook | 6 |
| 5 | a1 white rook · b1 black cross · h1 white rook | a1 white rook · b1 black cross · h1 white rook | a1 white rook · b1 black cross · h1 white rook | a1 white rook · b1 black cross · h1 white rook | a1 white rook · b1 black cross · h1 white rook | a1 white rook · b1 black cross · h1 white rook | a1 white rook · b1 black cross · h1 white rook | a1 white rook · b1 black cross · h1 white rook | 5 |
| 4 | a1 white rook · b1 black cross · h1 white rook | a1 white rook · b1 black cross · h1 white rook | a1 white rook · b1 black cross · h1 white rook | a1 white rook · b1 black cross · h1 white rook | a1 white rook · b1 black cross · h1 white rook | a1 white rook · b1 black cross · h1 white rook | a1 white rook · b1 black cross · h1 white rook | a1 white rook · b1 black cross · h1 white rook | 4 |
| 3 | a1 white rook · b1 black cross · h1 white rook | a1 white rook · b1 black cross · h1 white rook | a1 white rook · b1 black cross · h1 white rook | a1 white rook · b1 black cross · h1 white rook | a1 white rook · b1 black cross · h1 white rook | a1 white rook · b1 black cross · h1 white rook | a1 white rook · b1 black cross · h1 white rook | a1 white rook · b1 black cross · h1 white rook | 3 |
| 2 | a1 white rook · b1 black cross · h1 white rook | a1 white rook · b1 black cross · h1 white rook | a1 white rook · b1 black cross · h1 white rook | a1 white rook · b1 black cross · h1 white rook | a1 white rook · b1 black cross · h1 white rook | a1 white rook · b1 black cross · h1 white rook | a1 white rook · b1 black cross · h1 white rook | a1 white rook · b1 black cross · h1 white rook | 2 |
| 1 | a1 white rook · b1 black cross · h1 white rook | a1 white rook · b1 black cross · h1 white rook | a1 white rook · b1 black cross · h1 white rook | a1 white rook · b1 black cross · h1 white rook | a1 white rook · b1 black cross · h1 white rook | a1 white rook · b1 black cross · h1 white rook | a1 white rook · b1 black cross · h1 white rook | a1 white rook · b1 black cross · h1 white rook | 1 |
|   | a                                              | b                                              | c                                              | d                                              | e                                              | f                                              | g                                              | h                                              |   |

|   | a                                              | b                                              | c                                              | d                                              | e                                              | f                                              | g                                              | h                                              |   |
| 8 | a8 white rook · a2 black cross · a1 white rook | a8 white rook · a2 black cross · a1 white rook | a8 white rook · a2 black cross · a1 white rook | a8 white rook · a2 black cross · a1 white rook | a8 white rook · a2 black cross · a1 white rook | a8 white rook · a2 black cross · a1 white rook | a8 white rook · a2 black cross · a1 white rook | a8 white rook · a2 black cross · a1 white rook | 8 |
| 7 | a8 white rook · a2 black cross · a1 white rook | a8 white rook · a2 black cross · a1 white rook | a8 white rook · a2 black cross · a1 white rook | a8 white rook · a2 black cross · a1 white rook | a8 white rook · a2 black cross · a1 white rook | a8 white rook · a2 black cross · a1 white rook | a8 white rook · a2 black cross · a1 white rook | a8 white rook · a2 black cross · a1 white rook | 7 |
| 6 | a8 white rook · a2 black cross · a1 white rook | a8 white rook · a2 black cross · a1 white rook | a8 white rook · a2 black cross · a1 white rook | a8 white rook · a2 black cross · a1 white rook | a8 white rook · a2 black cross · a1 white rook | a8 white rook · a2 black cross · a1 white rook | a8 white rook · a2 black cross · a1 white rook | a8 white rook · a2 black cross · a1 white rook | 6 |
| 5 | a8 white rook · a2 black cross · a1 white rook | a8 white rook · a2 black cross · a1 white rook | a8 white rook · a2 black cross · a1 white rook | a8 white rook · a2 black cross · a1 white rook | a8 white rook · a2 black cross · a1 white rook | a8 white rook · a2 black cross · a1 white rook | a8 white rook · a2 black cross · a1 white rook | a8 white rook · a2 black cross · a1 white rook | 5 |
| 4 | a8 white rook · a2 black cross · a1 white rook | a8 white rook · a2 black cross · a1 white rook | a8 white rook · a2 black cross · a1 white rook | a8 white rook · a2 black cross · a1 white rook | a8 white rook · a2 black cross · a1 white rook | a8 white rook · a2 black cross · a1 white rook | a8 white rook · a2 black cross · a1 white rook | a8 white rook · a2 black cross · a1 white rook | 4 |
| 3 | a8 white rook · a2 black cross · a1 white rook | a8 white rook · a2 black cross · a1 white rook | a8 white rook · a2 black cross · a1 white rook | a8 white rook · a2 black cross · a1 white rook | a8 white rook · a2 black cross · a1 white rook | a8 white rook · a2 black cross · a1 white rook | a8 white rook · a2 black cross · a1 white rook | a8 white rook · a2 black cross · a1 white rook | 3 |
| 2 | a8 white rook · a2 black cross · a1 white rook | a8 white rook · a2 black cross · a1 white rook | a8 white rook · a2 black cross · a1 white rook | a8 white rook · a2 black cross · a1 white rook | a8 white rook · a2 black cross · a1 white rook | a8 white rook · a2 black cross · a1 white rook | a8 white rook · a2 black cross · a1 white rook | a8 white rook · a2 black cross · a1 white rook | 2 |
| 1 | a8 white rook · a2 black cross · a1 white rook | a8 white rook · a2 black cross · a1 white rook | a8 white rook · a2 black cross · a1 white rook | a8 white rook · a2 black cross · a1 white rook | a8 white rook · a2 black cross · a1 white rook | a8 white rook · a2 black cross · a1 white rook | a8 white rook · a2 black cross · a1 white rook | a8 white rook · a2 black cross · a1 white rook | 1 |
|   | a                                              | b                                              | c                                              | d                                              | e                                              | f                                              | g                                              | h                                              |   |

|   | a                                                  | b                                                  | c                                                  | d                                                  | e                                                  | f                                                  | g                                                  | h                                                  |   |
| 8 | f3 black cross · d2 white knight · g1 white knight | f3 black cross · d2 white knight · g1 white knight | f3 black cross · d2 white knight · g1 white knight | f3 black cross · d2 white knight · g1 white knight | f3 black cross · d2 white knight · g1 white knight | f3 black cross · d2 white knight · g1 white knight | f3 black cross · d2 white knight · g1 white knight | f3 black cross · d2 white knight · g1 white knight | 8 |
| 7 | f3 black cross · d2 white knight · g1 white knight | f3 black cross · d2 white knight · g1 white knight | f3 black cross · d2 white knight · g1 white knight | f3 black cross · d2 white knight · g1 white knight | f3 black cross · d2 white knight · g1 white knight | f3 black cross · d2 white knight · g1 white knight | f3 black cross · d2 white knight · g1 white knight | f3 black cross · d2 white knight · g1 white knight | 7 |
| 6 | f3 black cross · d2 white knight · g1 white knight | f3 black cross · d2 white knight · g1 white knight | f3 black cross · d2 white knight · g1 white knight | f3 black cross · d2 white knight · g1 white knight | f3 black cross · d2 white knight · g1 white knight | f3 black cross · d2 white knight · g1 white knight | f3 black cross · d2 white knight · g1 white knight | f3 black cross · d2 white knight · g1 white knight | 6 |
| 5 | f3 black cross · d2 white knight · g1 white knight | f3 black cross · d2 white knight · g1 white knight | f3 black cross · d2 white knight · g1 white knight | f3 black cross · d2 white knight · g1 white knight | f3 black cross · d2 white knight · g1 white knight | f3 black cross · d2 white knight · g1 white knight | f3 black cross · d2 white knight · g1 white knight | f3 black cross · d2 white knight · g1 white knight | 5 |
| 4 | f3 black cross · d2 white knight · g1 white knight | f3 black cross · d2 white knight · g1 white knight | f3 black cross · d2 white knight · g1 white knight | f3 black cross · d2 white knight · g1 white knight | f3 black cross · d2 white knight · g1 white knight | f3 black cross · d2 white knight · g1 white knight | f3 black cross · d2 white knight · g1 white knight | f3 black cross · d2 white knight · g1 white knight | 4 |
| 3 | f3 black cross · d2 white knight · g1 white knight | f3 black cross · d2 white knight · g1 white knight | f3 black cross · d2 white knight · g1 white knight | f3 black cross · d2 white knight · g1 white knight | f3 black cross · d2 white knight · g1 white knight | f3 black cross · d2 white knight · g1 white knight | f3 black cross · d2 white knight · g1 white knight | f3 black cross · d2 white knight · g1 white knight | 3 |
| 2 | f3 black cross · d2 white knight · g1 white knight | f3 black cross · d2 white knight · g1 white knight | f3 black cross · d2 white knight · g1 white knight | f3 black cross · d2 white knight · g1 white knight | f3 black cross · d2 white knight · g1 white knight | f3 black cross · d2 white knight · g1 white knight | f3 black cross · d2 white knight · g1 white knight | f3 black cross · d2 white knight · g1 white knight | 2 |
| 1 | f3 black cross · d2 white knight · g1 white knight | f3 black cross · d2 white knight · g1 white knight | f3 black cross · d2 white knight · g1 white knight | f3 black cross · d2 white knight · g1 white knight | f3 black cross · d2 white knight · g1 white knight | f3 black cross · d2 white knight · g1 white knight | f3 black cross · d2 white knight · g1 white knight | f3 black cross · d2 white knight · g1 white knight | 1 |
|   | a                                                  | b                                                  | c                                                  | d                                                  | e                                                  | f                                                  | g                                                  | h                                                  |   |

Ако два пешака могу узети исту противничку фигуру или пешака, пешак који вуче бележи се:
- словом линије на којој се налази
- знаком :
- ознаком поља на које ступа

|   | a                                             | b                                             | c                                             | d                                             | e                                             | f                                             | g                                             | h                                             |   |
| 8 | d5 black rook · c4 white pawn · e4 white pawn | d5 black rook · c4 white pawn · e4 white pawn | d5 black rook · c4 white pawn · e4 white pawn | d5 black rook · c4 white pawn · e4 white pawn | d5 black rook · c4 white pawn · e4 white pawn | d5 black rook · c4 white pawn · e4 white pawn | d5 black rook · c4 white pawn · e4 white pawn | d5 black rook · c4 white pawn · e4 white pawn | 8 |
| 7 | d5 black rook · c4 white pawn · e4 white pawn | d5 black rook · c4 white pawn · e4 white pawn | d5 black rook · c4 white pawn · e4 white pawn | d5 black rook · c4 white pawn · e4 white pawn | d5 black rook · c4 white pawn · e4 white pawn | d5 black rook · c4 white pawn · e4 white pawn | d5 black rook · c4 white pawn · e4 white pawn | d5 black rook · c4 white pawn · e4 white pawn | 7 |
| 6 | d5 black rook · c4 white pawn · e4 white pawn | d5 black rook · c4 white pawn · e4 white pawn | d5 black rook · c4 white pawn · e4 white pawn | d5 black rook · c4 white pawn · e4 white pawn | d5 black rook · c4 white pawn · e4 white pawn | d5 black rook · c4 white pawn · e4 white pawn | d5 black rook · c4 white pawn · e4 white pawn | d5 black rook · c4 white pawn · e4 white pawn | 6 |
| 5 | d5 black rook · c4 white pawn · e4 white pawn | d5 black rook · c4 white pawn · e4 white pawn | d5 black rook · c4 white pawn · e4 white pawn | d5 black rook · c4 white pawn · e4 white pawn | d5 black rook · c4 white pawn · e4 white pawn | d5 black rook · c4 white pawn · e4 white pawn | d5 black rook · c4 white pawn · e4 white pawn | d5 black rook · c4 white pawn · e4 white pawn | 5 |
| 4 | d5 black rook · c4 white pawn · e4 white pawn | d5 black rook · c4 white pawn · e4 white pawn | d5 black rook · c4 white pawn · e4 white pawn | d5 black rook · c4 white pawn · e4 white pawn | d5 black rook · c4 white pawn · e4 white pawn | d5 black rook · c4 white pawn · e4 white pawn | d5 black rook · c4 white pawn · e4 white pawn | d5 black rook · c4 white pawn · e4 white pawn | 4 |
| 3 | d5 black rook · c4 white pawn · e4 white pawn | d5 black rook · c4 white pawn · e4 white pawn | d5 black rook · c4 white pawn · e4 white pawn | d5 black rook · c4 white pawn · e4 white pawn | d5 black rook · c4 white pawn · e4 white pawn | d5 black rook · c4 white pawn · e4 white pawn | d5 black rook · c4 white pawn · e4 white pawn | d5 black rook · c4 white pawn · e4 white pawn | 3 |
| 2 | d5 black rook · c4 white pawn · e4 white pawn | d5 black rook · c4 white pawn · e4 white pawn | d5 black rook · c4 white pawn · e4 white pawn | d5 black rook · c4 white pawn · e4 white pawn | d5 black rook · c4 white pawn · e4 white pawn | d5 black rook · c4 white pawn · e4 white pawn | d5 black rook · c4 white pawn · e4 white pawn | d5 black rook · c4 white pawn · e4 white pawn | 2 |
| 1 | d5 black rook · c4 white pawn · e4 white pawn | d5 black rook · c4 white pawn · e4 white pawn | d5 black rook · c4 white pawn · e4 white pawn | d5 black rook · c4 white pawn · e4 white pawn | d5 black rook · c4 white pawn · e4 white pawn | d5 black rook · c4 white pawn · e4 white pawn | d5 black rook · c4 white pawn · e4 white pawn | d5 black rook · c4 white pawn · e4 white pawn | 1 |
|   | a                                             | b                                             | c                                             | d                                             | e                                             | f                                             | g                                             | h                                             |   |

|   | a | b | c | d | e | f | g | h |   |
| 8 | a8 white queen · d8 white bishop · h8 white knight · a7 white pawn · d7 white pawn · h7 white pawn · f2 black pawn · f1 black rook | a8 white queen · d8 white bishop · h8 white knight · a7 white pawn · d7 white pawn · h7 white pawn · f2 black pawn · f1 black rook | a8 white queen · d8 white bishop · h8 white knight · a7 white pawn · d7 white pawn · h7 white pawn · f2 black pawn · f1 black rook | a8 white queen · d8 white bishop · h8 white knight · a7 white pawn · d7 white pawn · h7 white pawn · f2 black pawn · f1 black rook | a8 white queen · d8 white bishop · h8 white knight · a7 white pawn · d7 white pawn · h7 white pawn · f2 black pawn · f1 black rook | a8 white queen · d8 white bishop · h8 white knight · a7 white pawn · d7 white pawn · h7 white pawn · f2 black pawn · f1 black rook | a8 white queen · d8 white bishop · h8 white knight · a7 white pawn · d7 white pawn · h7 white pawn · f2 black pawn · f1 black rook | a8 white queen · d8 white bishop · h8 white knight · a7 white pawn · d7 white pawn · h7 white pawn · f2 black pawn · f1 black rook | 8 |
| 7 | a8 white queen · d8 white bishop · h8 white knight · a7 white pawn · d7 white pawn · h7 white pawn · f2 black pawn · f1 black rook | a8 white queen · d8 white bishop · h8 white knight · a7 white pawn · d7 white pawn · h7 white pawn · f2 black pawn · f1 black rook | a8 white queen · d8 white bishop · h8 white knight · a7 white pawn · d7 white pawn · h7 white pawn · f2 black pawn · f1 black rook | a8 white queen · d8 white bishop · h8 white knight · a7 white pawn · d7 white pawn · h7 white pawn · f2 black pawn · f1 black rook | a8 white queen · d8 white bishop · h8 white knight · a7 white pawn · d7 white pawn · h7 white pawn · f2 black pawn · f1 black rook | a8 white queen · d8 white bishop · h8 white knight · a7 white pawn · d7 white pawn · h7 white pawn · f2 black pawn · f1 black rook | a8 white queen · d8 white bishop · h8 white knight · a7 white pawn · d7 white pawn · h7 white pawn · f2 black pawn · f1 black rook | a8 white queen · d8 white bishop · h8 white knight · a7 white pawn · d7 white pawn · h7 white pawn · f2 black pawn · f1 black rook | 7 |
| 6 | a8 white queen · d8 white bishop · h8 white knight · a7 white pawn · d7 white pawn · h7 white pawn · f2 black pawn · f1 black rook | a8 white queen · d8 white bishop · h8 white knight · a7 white pawn · d7 white pawn · h7 white pawn · f2 black pawn · f1 black rook | a8 white queen · d8 white bishop · h8 white knight · a7 white pawn · d7 white pawn · h7 white pawn · f2 black pawn · f1 black rook | a8 white queen · d8 white bishop · h8 white knight · a7 white pawn · d7 white pawn · h7 white pawn · f2 black pawn · f1 black rook | a8 white queen · d8 white bishop · h8 white knight · a7 white pawn · d7 white pawn · h7 white pawn · f2 black pawn · f1 black rook | a8 white queen · d8 white bishop · h8 white knight · a7 white pawn · d7 white pawn · h7 white pawn · f2 black pawn · f1 black rook | a8 white queen · d8 white bishop · h8 white knight · a7 white pawn · d7 white pawn · h7 white pawn · f2 black pawn · f1 black rook | a8 white queen · d8 white bishop · h8 white knight · a7 white pawn · d7 white pawn · h7 white pawn · f2 black pawn · f1 black rook | 6 |
| 5 | a8 white queen · d8 white bishop · h8 white knight · a7 white pawn · d7 white pawn · h7 white pawn · f2 black pawn · f1 black rook | a8 white queen · d8 white bishop · h8 white knight · a7 white pawn · d7 white pawn · h7 white pawn · f2 black pawn · f1 black rook | a8 white queen · d8 white bishop · h8 white knight · a7 white pawn · d7 white pawn · h7 white pawn · f2 black pawn · f1 black rook | a8 white queen · d8 white bishop · h8 white knight · a7 white pawn · d7 white pawn · h7 white pawn · f2 black pawn · f1 black rook | a8 white queen · d8 white bishop · h8 white knight · a7 white pawn · d7 white pawn · h7 white pawn · f2 black pawn · f1 black rook | a8 white queen · d8 white bishop · h8 white knight · a7 white pawn · d7 white pawn · h7 white pawn · f2 black pawn · f1 black rook | a8 white queen · d8 white bishop · h8 white knight · a7 white pawn · d7 white pawn · h7 white pawn · f2 black pawn · f1 black rook | a8 white queen · d8 white bishop · h8 white knight · a7 white pawn · d7 white pawn · h7 white pawn · f2 black pawn · f1 black rook | 5 |
| 4 | a8 white queen · d8 white bishop · h8 white knight · a7 white pawn · d7 white pawn · h7 white pawn · f2 black pawn · f1 black rook | a8 white queen · d8 white bishop · h8 white knight · a7 white pawn · d7 white pawn · h7 white pawn · f2 black pawn · f1 black rook | a8 white queen · d8 white bishop · h8 white knight · a7 white pawn · d7 white pawn · h7 white pawn · f2 black pawn · f1 black rook | a8 white queen · d8 white bishop · h8 white knight · a7 white pawn · d7 white pawn · h7 white pawn · f2 black pawn · f1 black rook | a8 white queen · d8 white bishop · h8 white knight · a7 white pawn · d7 white pawn · h7 white pawn · f2 black pawn · f1 black rook | a8 white queen · d8 white bishop · h8 white knight · a7 white pawn · d7 white pawn · h7 white pawn · f2 black pawn · f1 black rook | a8 white queen · d8 white bishop · h8 white knight · a7 white pawn · d7 white pawn · h7 white pawn · f2 black pawn · f1 black rook | a8 white queen · d8 white bishop · h8 white knight · a7 white pawn · d7 white pawn · h7 white pawn · f2 black pawn · f1 black rook | 4 |
| 3 | a8 white queen · d8 white bishop · h8 white knight · a7 white pawn · d7 white pawn · h7 white pawn · f2 black pawn · f1 black rook | a8 white queen · d8 white bishop · h8 white knight · a7 white pawn · d7 white pawn · h7 white pawn · f2 black pawn · f1 black rook | a8 white queen · d8 white bishop · h8 white knight · a7 white pawn · d7 white pawn · h7 white pawn · f2 black pawn · f1 black rook | a8 white queen · d8 white bishop · h8 white knight · a7 white pawn · d7 white pawn · h7 white pawn · f2 black pawn · f1 black rook | a8 white queen · d8 white bishop · h8 white knight · a7 white pawn · d7 white pawn · h7 white pawn · f2 black pawn · f1 black rook | a8 white queen · d8 white bishop · h8 white knight · a7 white pawn · d7 white pawn · h7 white pawn · f2 black pawn · f1 black rook | a8 white queen · d8 white bishop · h8 white knight · a7 white pawn · d7 white pawn · h7 white pawn · f2 black pawn · f1 black rook | a8 white queen · d8 white bishop · h8 white knight · a7 white pawn · d7 white pawn · h7 white pawn · f2 black pawn · f1 black rook | 3 |
| 2 | a8 white queen · d8 white bishop · h8 white knight · a7 white pawn · d7 white pawn · h7 white pawn · f2 black pawn · f1 black rook | a8 white queen · d8 white bishop · h8 white knight · a7 white pawn · d7 white pawn · h7 white pawn · f2 black pawn · f1 black rook | a8 white queen · d8 white bishop · h8 white knight · a7 white pawn · d7 white pawn · h7 white pawn · f2 black pawn · f1 black rook | a8 white queen · d8 white bishop · h8 white knight · a7 white pawn · d7 white pawn · h7 white pawn · f2 black pawn · f1 black rook | a8 white queen · d8 white bishop · h8 white knight · a7 white pawn · d7 white pawn · h7 white pawn · f2 black pawn · f1 black rook | a8 white queen · d8 white bishop · h8 white knight · a7 white pawn · d7 white pawn · h7 white pawn · f2 black pawn · f1 black rook | a8 white queen · d8 white bishop · h8 white knight · a7 white pawn · d7 white pawn · h7 white pawn · f2 black pawn · f1 black rook | a8 white queen · d8 white bishop · h8 white knight · a7 white pawn · d7 white pawn · h7 white pawn · f2 black pawn · f1 black rook | 2 |
| 1 | a8 white queen · d8 white bishop · h8 white knight · a7 white pawn · d7 white pawn · h7 white pawn · f2 black pawn · f1 black rook | a8 white queen · d8 white bishop · h8 white knight · a7 white pawn · d7 white pawn · h7 white pawn · f2 black pawn · f1 black rook | a8 white queen · d8 white bishop · h8 white knight · a7 white pawn · d7 white pawn · h7 white pawn · f2 black pawn · f1 black rook | a8 white queen · d8 white bishop · h8 white knight · a7 white pawn · d7 white pawn · h7 white pawn · f2 black pawn · f1 black rook | a8 white queen · d8 white bishop · h8 white knight · a7 white pawn · d7 white pawn · h7 white pawn · f2 black pawn · f1 black rook | a8 white queen · d8 white bishop · h8 white knight · a7 white pawn · d7 white pawn · h7 white pawn · f2 black pawn · f1 black rook | a8 white queen · d8 white bishop · h8 white knight · a7 white pawn · d7 white pawn · h7 white pawn · f2 black pawn · f1 black rook | a8 white queen · d8 white bishop · h8 white knight · a7 white pawn · d7 white pawn · h7 white pawn · f2 black pawn · f1 black rook | 1 |
|   | a | b | c | d | e | f | g | h |   |

У Србији, шаховски потези се могу бележити ћирилицом или латиницом. Судијска комисија Шаховског савеза Централне Србије препоручује употребу ћирилице.

## Шаховска такмичења
Шаховска такмичења могу се поделити на турнире, мечеве и тимска такмичења. О било каквом такмичењу да се ради, за победу се добија 1 поен, за реми ½ поена, док се за изгубљену партију не добијају поени (ретко када организатори шаховских такмичења одступају од овог правила).

### Шаховски турнири
Шаховски турнири организују по кружном систему (Сонеборн-Бергер - често се називају само Бергер), затим по швајцарском, шевениншком и нокаут систему.

#### Кружни систем (Бергер)
Бергер-турнири обично су затвореног типа (играчи који учествују, долазе по позиву организатора). Кад је реч о кружном систему (Сонеборн-Бергер), игра се по правилу „свако са сваким“. Минималан број играча је три, а може се организовати да се игра једнокружно (свако са сваким по једну партију), двокружно (свако са сваким по две партије - једну белим фигурама, другу црним) итд. Уколико је за турнир пријављен непаран број играча, у сваком колу један играч је слободан (нема противника) и не добија поене. Победник турнира је играч који сакупи највећи број поена. Уколико више такмичара оствари једнак број поена, успешнији је онај играч чији је већи збир поена са такмичарима из горње половине коначне турнирске табеле. Овај систем носи име по поборницима идеје, енглеском шахисти Виљему Сонеборну и аустријском теоретичару шаховске завршнице Јохану Бергеру.
(види Бергерове таблице)

#### Швајцарски систем
Турнири који се играју по швајцарском систему обично су отворени турнири (свако може да се пријави за турнир) и за учешће обично се плаћа уписнина. Најчешће, ово су масовни турнири, са великим бројем учесника и после Другог светског рата постали веома су популарни у читавом свету, тако да су донели огромну корист у популаризацији шаха. Творац овог система је Швајцарац др Ј. Милер.
Пошто је број учесника турнира превелик да би играо свако са сваким као код турнира који се играју по Бергер-систему, пре сваког кола прибегава се циљаном паровању. На пример, пре него што се потпуно заврше све партије првог кола, још увек се не зна ко ће са ким играти чак ни у следећем, другом колу. То готово да искључује могућност „домаћих“ припрема, и самим тим, смањује се број евентуалних ремија.
За швајцарски систем, карактеристична су три правила:
1. ниједан играч не може играти са истим противником два пута;
2. у сваком колу, играчи за противнике имају такмичаре који су им што ближе по броју поена на табели;
3. после сваког кола играчи морају имати што изједначенији број партија које су одиграли са белим, и са црним фигурама.

Слично као и код турнира по Бергер-систему, уколико је број учесника непаран, један такмичар у сваком колу је слободан пошто нема противника, с том разликом да слободан играч у швајцарском систему добија поен. Према правилима, слободан је онај играч који је у претходном колу био последњи на турнирској табели. Додатно, играч не може бити слободан више од једанпут.
Систем се може применити при било ком броју учесника и кола, за било коју активност (мада се најчешће користи у шаху) у којој се појављују три резултата - победа, нерешено (реми) и пораз.
Можда једини недостатак швајцарског система је чињеница да последња кола носе изразито већу тежину од првих, односно важнија су за коначан пласман играча. Ако такмичар започне турнир победама, у наредним колима сусреће се са све јачом опозицијом (захваљујући правилу 2.), па га је касније лакше достићи играч који је започео поразима.
Победник турнира је онај учесник који сакупи највећи број поена. Уколико у коначном пласману више учесника остваре једнак број поена, тада се успешнијим сматра играч који је бољи успех остварио по Бухолц-коефицијенту. Бухолц-коефицијент је у ствари збир поена свих противника неког играча.
У Србији, поготово су популарни тзв. „викенд-турнири“ који се организују по швајцарском систему. На „викенд-турнирима“, обично се у петак играју два кола, у суботу четири, а у недељу када се турнир завршава, последња три кола.
По швајцарском систему игра се и на Шаховским олимпијадама, које FIDE организује сваке 2 године.

#### Шевениншки систем
Шевениншки систем (негде Схевенинген систем) предвиђен је за екипна такмичења, где сваки играч једног тима за противнике има све играче супарничког тима.

#### Нокаут систем
Куп-систем, у ком се у другом колу сусрећу победници из првог кола, у трећем колу сусрећу се победници из другог кола, итд, све док се не дође до финала у ком играју једина два такмичара која су до тог момента победила све своје супарнике. Онај противник који победи у финалу, постаје победник турнира.

### Мечеви
Шаховски меч организује се између два противника. Како би оба противника била равноправна (нпр. да имају исти број кола са белим и црним фигурама), најчешће се мечеви организују тако да имају паран број кола. Уколико то није случај, ради се о хендикеп-мечевима. Победник шаховског меча је играч који на крају оствари већи број поена (односно победа).

### Екипна такмичења
Играју тимови, један тим против другог, тако што се играчи распоређују по таблама. Обично се за прву таблу узимају најјачи играчи тима. Сваки тим има свог капитена. Капитен екипе не мора истовремено бити играч за таблом, може бити и неко треће лице. Код екипних првенствених сусрета, када екипе у сваком колу путују, беле фигуре на првој табли има домаћа екипа.
Екипна такмичења могу бити лигашка (на локалном или националном нивоу), или су у питању шаховски двобоји репрезентација.

### Остала такмичења

#### Симултанке
Постоје 3 облика симултанке:
1. Један играч игра против више играча тако што се креће од табле до табле и сваки пут повуче по потез. Обично се игра на 20-30 табли, но било је покушаја да се игра на рекордном броју табли.
2. Један играч игра против више играча на већем броју табли, при чему нови играчи седају на табле оних који су поражени.
3. Алтернативна симултанка, у којој два играча играју с више противника тако што наизменично вуку потезе.

#### Хендикеп-мечеви
Хендикеп-мечеви су шаховска такмичења егзибиционог типа (по својој природи, нису по FIDE шаховским правилима), односно мечеви у којима један противник има неку предност над другим (нпр. стално беле фигуре, или више времена за размишљање, или фигуру више итд).
Највећи хендикеп-меч у историји који је икада организован је Каспаров против света. Меч се играо 1999. године на интернету. С једне стране играо је Гари Каспаров, са друге читав свет, док се о потезу „света“ одлучивало се гласањем по принципу просте већине - потез који би добио највише гласова биран је као потез „света“. То је у ствари био дописни меч, свака страна имала је на располагању максимално 24 часа за наредни потез. Упркос чињеници да је „свет“ избацио оштру теоријску новост још у 10. потезу, Каспаров је победио у 62. потезу.
Шах „на слепо“ може бити посебан вид хендикеп-меча, ако само један играч игра „на слепо“.

#### Шах „на слепо“
Шаховска партија у којој бар један играч игра тако што нема могућност да види шаховску таблу, или нема контакта са шаховским фигурама. Посебан облик шаха „на слепо“ је симултанка „на слепо“, где један играч, без могућности да види шаховске табле игра против већег броја супарника (који виде своју таблу и фигуре) истовремено. Светски рекорд у оваквом виду шаха остварио је у Сан Франциску 1960. године Џорџ Колтановски, одигравши 56 партија „на слепо“ по темпу 10 секунди за потез. Симултанка је трајала 9 сати, а резултат је био 50 победа и 6 пораза у корист Колтановског.

## Шаховске титуле
Финалну реч код додељивања шаховских титула има Квалификациона комисија FIDE.

### Титуле у мушкој конкуренцији
Додељује их Комисија за титуле и рејтинге FIDE.
- (GM) Велемајстор
- (IM) Међународни мајстор (поп. интермајстор)
- (FM) ФИДЕ мајстор (поп. мајстор)
- (CM) Мајсторски кандидат (поп. кандидат)

### Титуле у женској конкуренцији
Додељује их Комисија за титуле и рејтинге FIDE.
- (WGM) Женски велемајстор
- (WIM) Женски међународни мајстор (поп. интермајстор)
- (WFM) ФИДЕ мајстор (поп. мајстор)
- (WCM) Мајсторски кандидат (поп. кандидат)

### Почасне титуле
Додељује их Комисија за титуле и рејтинге FIDE.
- (HGM) Почасни велемајстор
- (HM) Почасни мајстор

### Остале титуле
Поред набројаних стандардних шаховских титула, FIDE додељује и титуле за шаховску композицију (компоновање и решавање проблема и студија). Ове титуле додељује Стална комисија FIDE за шаховску композицију. Титуле за дописни шах додељује ICCF (ен. International Correspondence Chess Federation - Међународна федерација за дописни шах).
== Листе ==

### Светски шампиони у мушкој категорији

#### „Незванични“ али широко признати шампиони (пре-шампионско доба)
- Руј Лопез де Сегура, Шпанија, ~1560
- Паоло Бои и Леонардо да Кутри, Италија, ~1575
- Алесандро Салвио, Италија, ~1600
- Ђоакино Греко, Италија, ~1620
- Легал де Кермер, Француска, ~1730–1747,
- Франсоа-Андре Филидор, Француска,~1747–1795
- Александер Дешапел, Француска, ~1800–1820
- Луј де ла Бурдоне, Француска, ~1820–1840
- Хауард Стаунтон, Енглеска, 1843– 1851
- Адолф Андерсен, Немачка, 1851–1858
- Пол Морфи, САД, 1858–1859,
- Адолф Андерсен, Немачка, 1858–1866
- Виљем Штајниц, Аустрија, 1866–1886

#### Званични шампиони
- Виљем Штајниц, Аустрија/САД, 1886—1894.
- Емануел Ласкер, Немачка, 1894—1921.
- Хосе Раул Капабланка, Куба, 1921—1927.
- Александар Аљехин, Русија/Француска, 1927—1935, 1937—1946.
- Макс Еве, Холандија, 1935—1937.
- Михаил Ботвиник, СССР, 1948—1957, 1958—1960, 1961—1963.
- Василиј Смислов, СССР, 1957—1958.
- Михаил Таљ, СССР, 1960—1961.
- Тигран Петросјан, CCCP, 1963—1969.
- Борис Спаски, СССР, 1969—1972.
- Роберт Фишер, САД, 1972—1975.
- Анатолиј Карпов, СССР, 1975—1985.
- Гари Каспаров СССР/Русија, 1985—1993.

#### „Незванични“ али широко признати светски шампиони
- Гари Каспаров, Русија, 1993—2000.
- Владимир Крамник, Русија, 2000 до данас

#### FIDE светски шампиони након Гарија Каспарова
- Анатолиј Карпов, Русија, 1993—1999.
- Александар Халифман, Русија, 1999—2000.
- Вишванатан Ананд, Индија, 2000—2002.
- Руслан Пономариов, Украјина, 2002—2004.
- Рустам Касимџанов, Узбекистан, 2004—2005.
- Веселин Топалов, Бугарска, 2005. до данас
- Владимир Крамник, Русија, 2006
- Вишванатан Ананд, Индија, 2007—2013.
- Магнус Карлсен, Норвешка, 2013. до данас

### Светске шампионке
- Вера Менчик,  , 1927-1944
- Људмила Руденко, , 1950-1953
- Елизавета Бикова, , 1953-1956, 1958-1962
- Олга Рупцова, , 1956-1958
- Нона Гаприндашвили, , 1962-1978
- Маја Чибурданидзе, , 1978-1991
- Јун Кси, , 1991-1996, 1999-2000
- Жужа Полгар, , 1996-1999
- Чен Цу, , 2001—2004.
- Антоанета Стефанова, , 2004-2006
- Јухуа Хсу , , 2006-2008
- Александра Костењук, , 2008-2010
- Јифан Ху, , 2010-2012, 2013-2015, 2016-2017
- Ана Ушењина, , 2012-2013
- Марија Музичук, , 2015-2016
- Жонгји Тан, , 2017-2018
- Венђун Ђу, , 2018-

### Остали познати шахисти
- Алиса Марић
- Ана Бендераћ
- Светозар Глигорић
- Љубомир Љубојевић
- Лав Полугајевски
- Виктор Корчној
- Паул Керес
- Рубен Фајн

### Тренутно најбољи играчи света
Најбољих 10 играча према ФИДЕ рејтинг листи, август 2020) су:
|     | Играч                | Год. рођења | Држава     | Рејтинг |
| 1.  | Магнус Карлсен       | 1990        | Норвешка   | 2863    |
| 2.  | Фабијано Каруана     | 1992        | САД        | 2835    |
| 3.  | Лирен Динг           | 1992        | Кина       | 2791    |
| 4.  | Јан Непомнијачтчи    | 1990        | Русија     | 2784    |
| 5.  | Максим Вашије-Лаграв | 1990        | Француска  | 2778    |
| 6.  | Александар Гришчук   | 1983        | Русија     | 2777    |
| 7.  | Левон Ароњан         | 1982        | Јерменија  | 2773    |
| 8.  | Весли Со             | 1993        | САД        | 2770    |
| 9.  | Тејмур Рађабов       | 1987        | Азербејџан | 2765    |
| 10. | Аниш Гири            | 1994        | Холандија  | 2764    |

### Најбоље шахисткиње света
Најбољих 10 играчица према рејтинг листи ФИДЕ, мај 2018) су:
|     | Играч               | Год. рођења | Држава    | Рејтинг |
| 1.  | Јифан Ху            | 1994        | Кина      | 2658    |
| 2.  | Венђун Ђу           | 1991        | Кина      | 2571    |
| 3.  | Ана Музичук         | 1990        | Украјина  | 2564    |
| 4.  | Катерина Лагно      | 1989        | Русија    | 2556    |
| 5.  | Александра Костењук | 1984        | Русија    | 2555    |
| 6.  | Викторија Цмилите   | 1983        | Литванија | 2542    |
| 7.  | Тингђие Леи         | 1997        | Кина      | 2537    |
| 8.  | Марија Музичук      | 1992        | Украјина  | 2532    |
| 9.  | Валентина Гунина    | 1989        | Русија    | 2526    |
| 10. | Жонгји Тан          | 1991        | Кина      | 2522    |

### Тренутно најбољи играчи Србије
Најбољих 10 српских играча према рејтинг листи ФИДЕ (за јануар 2022) су:
|     | Играч              | Год. рођења | Рејтинг |
| 1.  | Роберт Маркуш      | 1983        | 2625    |
| 2.  | Велимир Ивић       | 2002        | 2607    |
| 3.  | Александар Инђић   | 1995        | 2604    |
| 4.  | Иван Иванишевић    | 1977        | 2599    |
| 5.  | Бојан Вучковић     | 1980        | 2559    |
| 6.  | Милош Перуновић    | 1984        | 2539    |
| 7.  | Марко Ненезић      | 1995        | 2525    |
| 8.  | Бобан Богосављевић | 1988        | 2523    |
| 9.  | Лука Будисављевић  | 2004        | 2511    |
| 10. | Никола Седлак      | 1983        | 2510    |

### Најбоље шахисткиње Србије
Најбољих 10 српских играчица према рејтинг листи ФИДЕ (за јануар 2022) су:
|     | Играч                  | Год. рођења | Рејтинг |
| 1.  | Теодора Ињац           | 2000        | 2407    |
| 2.  | Јована Раппорт         | 1992        | 2299    |
| 3.  | Марија Ракић Вулићевић | 1990        | 2294    |
| 4.  | Анђелија Стојановић    | 1987        | 2287    |
| 5.  | Јована Ерић            | 1992        | 2278    |
| 6.  | Јорданка Белић         | 1964        | 2270    |
| 7.  | Тијана Благојевић      | 1997        | 2260    |
| 8.  | Адела Великић          | 1997        | 2258    |
| 9.  | Марија Манакова        | 1974        | 2257    |
| 10. | Марина Гајчин          | 2001        | 2254    |

## Шаховски програми
- ЈакшаХ Архивирано на веб-сајту  (19. јун 2010), Србија \ Република Српска је први српски шаховски програм. Кориснички интерфејс као и документација су написани и на српском и на енглеском језику, пројектна документација је писана на српском, а интересантно је да је комплетан изворни код у потпуности написан на ћирилици.